# Barleria lobelioides
Barleria lobelioides är en akantusväxtart som beskrevs av Champl.. Barleria lobelioides ingår i släktet Barleria och familjen akantusväxter. Inga underarter finns listade i Catalogue of Life.